# Tollebeek
Tollebeek – miejscowość w Holandii, w prowincji Flevoland w gminie Noordoostpolder. Założona w 1956 roku. 

## Współpraca
Miejscowość partnerska:
- Tollembeek, Belgia